# Моав

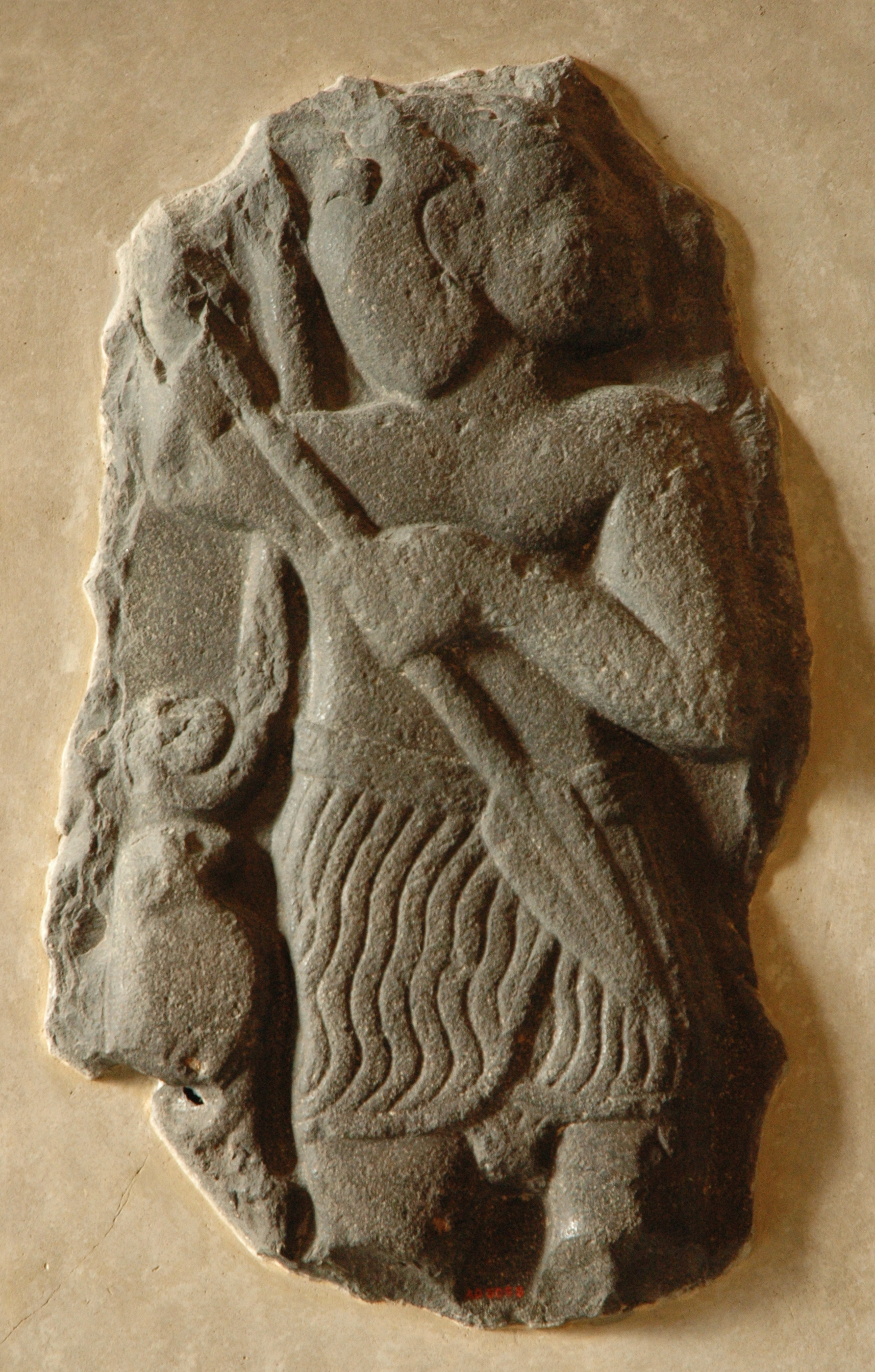
Моавська богиня війни

Теоретична мапа області близько 830 р. до н.е. Моав показано фіолетовим

31°30′06″ пн. ш. 35°46′36″ сх. д. / 31.501666666667° пн. ш. 35.776666666667° сх. д.
Моа́в — історична область в західній Йорданії. Це посушливе узгір'я, прилегле до східного берега Мертвого моря та південної течії річки Йордан (Чис 35:1). Згадується в Старому Заповіті, згідно з яким моавитяни є нащадками Лота. Мешканка Моаву Рут є героїнею однієї з книг Біблії та прабабусею царя Давида.

## Етимологія
Точна етимологія назви Моав залишається дискусійною. Моав зазвичай пов'язується з біблійним текстом, де вказано, що народ Моава походив від сина Лота, Моава, який був народжений від його старшої дочки (Книга Буття 19:37–38).

## Географія
Кордони країни Моаву на заході обмежувалися Мертвим морем, на сході — Сирійською пустелею. Гірська і засушлива територія з рідкими природними ресурсами, з великою кількістю пасовищ.

## Історія
Моав був важливим політичним і культурним утворенням на сході Стародавнього Ізраїлю, розташований на території сучасної Йорданії. Існування Моавського царства засвідчують численні археологічні знахідки, зокрема, стела Меша, яка описує перемогу моавитян над неназваним сином ізраїльського царя Омрі, епізод, який також згадується в 2 Царств 3. Столицею моавитян був Дібон. У період приблизно 1200 р. до н.е. Моав став важливим політичним утворенням. Місто Кір-Харасет (Кір Моавський, сучасний Ель-Карак) стало важливим адміністративним і культурним центром. 
Згідно з біблійними джерелами, народ Моава походив від Лота, племінника Авраама. У Книзі Буття 19:30–38 розказано про народження Моава від Лота та його дочки, що стало початком формування моавитян. Згідно з археологічними даними, заселення цієї території може датуватися початком другого тисячоліття до н.е.
Протягом кількох століть Моав перебував у частих конфліктах з Ізраїлем. Біблійні оповіді, зокрема в Книзі Чисел та Книзі Суддів, описують численні спроби моавитян нав’язати свою владу над ізраїльтянами. У біблійних текстах зустрічаються розповіді про спроби моавитян проклясти Ізраїль, наприклад, через пророка Валаама (Числа 22–24), а також про конфлікти під час періоду завоювань Ханаану.
За правління царя Давида Моав став васалом Ізраїлю, а території Моаву піддалися ізраїльському впливу. Водночас, після смерті Давида, територіальні претензії між Ізраїлем та Моавом відновились, і періодичні конфлікти стали характерними до кінця царювання Соломона (2 Царств 8:2,12:31; 1 Царств 11).